# 조선책략
《조선책략》(朝鮮策略)은 일본 주재 청나라 공사관의 참사관으로 있던 청국인 황준헌(黃遵憲, 황쭌센)이 1880년경에 저술한 외교문제를 다룬 외교 방략서이다. 원명은 《사의조선책략》(私擬朝鮮策略)이다. 이 책의 내용은 김홍집, 박영효 등이 공동으로 정리한 수신사일기 중 2권에 따로 내용이 정리되어 있다.

## 내용

### 배경
황준헌은 조선이 러시아를 경계하여야 하는 이유를 다음과 같이 밝히고 있다.
| “ | 러시아가 서양 공략을 이미 할 수 없게 되자, 이에 번연히 계획을 바꾸어 그 동쪽의 땅을 마음대로 하고자 하였다. 십여년 이래로 화태주(사할린)를 일본에게서 얻고, 중국에게서 흑룡강 동쪽을 얻었으며, 또한 도문강 입구에 주둔하여 지켜서 높은 집에서 물병을 거꾸로 세워 놓은 듯한 형세이고, 그 경영하여 여력을 남기지 않는 것은 아시아에서 뜻을 얻고자 함이다. 조선 땅은 실로 아시아의 요충에 자리잡고 있어, 형세가 반드시 싸우는 바가 되니 조선이 위태로우면 즉 중동의 형세가 날로 급해질 것이다. 러시아가 땅을 공략하고자 하면 반드시 조선으로부터 시작될 것이다. | ” |

### 전략
그리하여 황준헌은 조선책략을 통해 다음과 같은 조선이 선택해야 하는 전략을 제시한다.
| “ | 아! 러시아가 이리 같은 진나라처럼 정벌에 힘을 쓴 지, 3백여년, 그 처음이 구라파에 있었고, 다음에는 중아시아였고, 오늘에 이르러서는 다시 동아시아에 있어서 조선이 그 피해를 입게 되는 것이다. 그러한 즉, 오늘날 조선의 책략은 러시아를 막는 일보다 더 급한 것이 없을 것이다. 러시아를 막는 책략은 무엇과 같은가? 중국과 친하고 일본과 맺고, 미국과 연결함으로써 자강을 도모할 따름이다. | ” |

### 세부
러시아를 막는 책략으로 제시한 전략은 세가지로 ‘친중국(親中國)’, ‘결일본(結日本)’, ‘연미국(聯美國)’이라는 용어로 정리된다. 구체적인 의미로 황쭌센은 다음과 같이 설명하고 있다.

#### 친중국
중국은 러시아와 동서북이 국경에 닿아 있으므로, 러시아를 제어할 나라로는 중국이 가장 적당하다. 조선은 1000년간 중국의 우방이 되었으므로, 편안히 지내도록 은혜를 베풀어줄 뿐 한번도 그 땅과 백성을 탐내는 마음을 가진 적이 없었다. 오늘날 조선은 중국 섬기기를 마땅히 예전보다 더욱 힘써서 천하의 사람들로 하여금 조선과 우리는 한 집안 같음을 알도록 해야 할 것이다.

#### 결일본
중국 이외에 가장 가까운 나라는 일본이다. 일본이 혹 땅을 잃으면 조선 팔도가 능히 스스로 보전할 수가 없을 것이다.

#### 연미국
미국이 나라를 세운 시초는 영국의 혹독한 학정으로 말미암아 발분하여 일어났으므로 고로 항상 아시아와 친하고 유럽과는 항상 소원하였다. 조선으로서는 마땅히 항상 만리 대양에 사절을 보내서 그들과 더불어 수호해야 할 것이다. 미국도 조선과 수교를 원한다. 우방의 나라로 끌어들이면 가히 구원을 얻고, 가히 화를 풀 수 있다. 이것이 미국에 연결해야 하는 까닭이다.

## 의의와 영향
이 책은 1880년 고종 17년 김홍집이 수신사로 일본에 갔을 때 가져와서 고종에게 바쳤다. 이 책은 조선의 보수적인 유생들에게 심각한 반발을 유발하여 1881년 〈영남 만인소 사건〉 등이 일으났으며, 개화를 주장하는 새로운 세력들에게는 당시의 국제 정세를 알려주는 지표가 되었다. 또한 고종 19년 1882년 5월 22일 청나라의 주선으로 미국과의 수교(《조미수호통상조약》)를 맺는데에도 조선책략의 영향이 컸다고 한다.
현재 일본 극우주의자들은 이 책의 내용 중 "일본의 바다에서 종횡한다면(縱橫於日本海中)"에 섞인 '일본해'(日本海)라는 말이 동해를 가리킨다고 주장하고 있다. 해당 사이트에서는 한국인이 일본해란 이름을 썼다고 주장하고 있으나 사실 이 책은 청국인이 쓴 책이다.

## 같이 보기
- 영남 만인소 사건
- 한미 관계
- 조미수호통상조약

## 참고 자료
- 《글로벌 세계대백과사전》,  〈개화정책과 그 반향〉